# 美國州憲法婚姻修正案列表

按時間排序的憲法婚姻修正案

在美國，所謂「婚姻修正案」分為數種不同類型。透過制定美國州憲法的修正案，可促使民事結合或同性婚姻的合法化。截至2013年，麻薩諸塞州、康乃狄克州、愛荷華州、佛蒙特州和新罕布夏州、紐約州、華盛頓州、緬因州、馬里蘭州、加利福尼亞州、德拉瓦州、羅德島州、明尼蘇達州等13州，以及哥倫比亞特區和印第安柯奇爾族、蘇庫米希族，都已允許同性婚姻。
美國迄今已表決了三十件婚姻修正案。其中，十件裁定同性婚姻違憲，十七件裁定同性婚姻和民事結合皆為違憲，二件裁定同性婚姻、民事結合及任何其他合約違憲。夏威夷的婚姻修正案較為特別，它雖然沒有裁議同性婚姻違憲，但另以法律限制婚姻是異性伴侶的結合。維吉尼亞州的修正案則立法否認有「類似」婚姻的私人合約，包括私人合約和醫療指示。此外，密西根州最高法院在修正案中，不但禁止同性婚姻和民事結合，同時也明令指示不適用同居伴侶關係中健康保險等利益。2010年8月4日，加州北區聯邦地方法院首席法官范恩·沃克在佩里訴施瓦辛格案裁定加利福尼亞州8號提案違憲，但他的裁決在同一天遭到擱置、緩期執行。內布拉斯加州416號創制議案也在2005年11月被內布拉斯加區地方法院法官約瑟夫·巴塔隆於公民平等保護組織訴布魯寧案宣告違憲，但他的判決在上訴時，被第八巡迴上訴法院以「限制國家承認婚姻為異性戀伴侶制度的法律……並未違反美國憲法」之由裁定撤銷。
美國州憲法修正案通常先由立法機構或特殊制憲會議通過後，交付公民投票[註 1]。在某些州別，批准和／或投票程序會重複進行一次以上[註 2]。列表中的百分率為公民投票階段之資料。2022年12月13日聯邦法《尊重婚姻法》實施後，各州州法皆需直接刪除將婚姻定義為一男一女結合的法律文字，各州雖不強制為同性婚姻立法，但強制各州承認同性伴侶在外地的婚姻。

## 憲法修正案授予立法機關禁止同性婚姻之權力
| 州別     | 年份 | 投票支持 % | 標題          | 修訂內容                                 |
| 夏威夷州 | 1998 | 69%        | 2號憲法修正案 | 立法機關具有保持婚姻係屬異性伴侶之權力。 |

## 憲法修正案禁止同性婚姻
| 州別         | 年份             | 投票支持 %         | 標題                            | 修訂內容 (擷取相關部分)                                                                      |
| 阿拉斯加州   | 1998             | 68%                | 2號公民投票議案、42號聯合決議案 | 婚姻只存在於一個男人和一個女人之間，方為法律上有效並獲本州承認。                             |
| 內華達州     | 2000 2002 [註 2] | 69.6% 67.1% [註 2] | 內華達州2號議案                 | 只有一個男人和一個女人之間的婚姻，才可獲本州承認並為有效。                                   |
| 密西西比州   | 2004             | 86%                | 密西西比州1號修正案             | 婚姻只有存在於一個男人和一個女人之間時才可在本州成立並為法律上有效。                         |
| 密蘇里州     | 2004             | 72%                | 2號憲法修正案                   | 婚姻只存在於一個男人和一個女人之間，方為法律上有效並獲本州承認。                             |
| 蒙大拿州     | 2004             | 67%                | 蒙大拿州96號創制案              | 只有存在於一個男人和一個女人之間的婚姻，才在本州為有效，並被本州承認為婚姻。                 |
| 奧勒岡州     | 2004             | 57%                | 奧勒岡州36號公民投票議案        | 只有存在於一個男人和一個女人之間的婚姻，才在本州為有效，並被本州合法承認為婚姻。             |
| 科羅拉多州   | 2006             | 56%                | 科羅拉多州43號修正案            | 只有存在於一個男人和一個女人之間的婚姻，才在本州為有效，並被本州承認為婚姻。                 |
| 田納西州     | 2006             | 81%                | 田納西州1號修正案               | 建立一個男人和一個女人之間的伴侶關係的歷史制度及合法契約係為本州唯一合法承認之婚姻合同。     |
| 亞利桑那州   | 2008             | 56%                | 亞利桑那州102號提案             | 只有一個男人和一個女人之間的結合，才在本州為有效，並被本州承認為婚姻。                       |
| 加利福尼亞州 | 2008             | 52%                | 加利福尼亞州8號提案             | 只有存在於一個男人和一個女人之間的婚姻，才在加利福尼亞州為有效，並被加利福尼亞州承認為婚姻。 |

## 憲法修正案禁止同性婚姻、民事結合和任何未婚者之間的婚姻相關合約
| 州別       | 年份 | 投票支持 % | 標題               | 修訂內容      |
| 密西根州   | 2004 | 59%        | 密西根州04-2號提案 | [ 29 ] [ 30 ] |
| 維吉尼亞州 | 2006 | 57%        | 馬歇爾-紐曼修正案  | [ 32 ]        |